# Museo de los Bolos de Asturias
El Museo de los Bolos de Asturias es un museo temático dedicado a los bolos. Fue fundado en 2003 y se encuentra en la parroquia española de Panes, en el concejo de Peñamellera Baja (Principado de Asturias).
El museo fue idea de la asociación Pico Peñamellera y su construcción fue impulsada por dicha asociación, el Ayuntamiento de Peñamellera Baja, la Consejería de Cultura Comunicación Social y Turismo del Gobierno de Asturias, el Consorcio para el Desarrollo Rural del Oriente de Asturias y el programa Leader+ de la Unión Europea.

## Introducción
Los bolos, en sus distintas modalidades, son uno de los elementos lúdico-deportivos que forman parte de las raíces del pueblo asturiano. Desde tiempos remotos, jugar a los bolos era la única actividad de ocio que se podía practicar en los pueblos, de tal manera que un sinfín de partidas de bolos ocupaban las tardes de primavera y verano, especialmente los domingos y festivos, convirtiéndose la bolera en lugar de encuentro donde se daban cita desde los más viejos del pueblo hasta los niños que, imitando a los mayores, jugaban también con botes y piedras en los alrededores.
Por consiguiente, la consideración de los bolos como parte esencial del legado cultural y como elemento integrante de las señas de identidad asturiana es incuestionable.
Esta actividad bolística de todos los pueblos de Asturias se vio incrementada en el siglo XX de tal manera que en la segunda mitad del mismo experimentó un proceso de deportivización,  elaborando el juego y superando el ámbito local.
Curiosamente, este proceso de deportivización que en Asturias no logró consolidarse, lleva aparejado la pérdida paulatina del juego como actividad de ocio y centro aglutinador de actividad social. El gran desarrollo económico experimentado por nuestro país en los años 1960 y 1970, con el consiguiente progreso social que trajo la llegada del automóvil y la televisión, y la poca aceptación de los jóvenes de determinadas formas y patrones establecidos, hizo que las nuevas generaciones dieran la espalda a los bolos atraídos por otras modernas formas socio-deportivas.
Se hacía entonces necesaria alguna iniciativa para dejar documentado a las generaciones venideras esta manifestación lúdico-deportiva que es, sin duda, uno de nuestros deportes más tradicionales, aunque haya dejado de ser el más popular. Así nace el Museo de los Bolos de Asturias, dando cabida a las 14 modalidades que todavía superviven en Asturias y, desde el convencimiento de que el juego de los bolos es un patrimonio que nos engrandece como Comunidad y  nos convoca alrededor de una de las tradiciones autóctonas más significativas del Principado.
El Museo de los Bolos tiene como finalidad principal conservar la memoria histórica del juego de los bolos. Está situado en Panes, capital del valle bajo de Peñamellera, el concejo más oriental de los 78 que componen la Comunidad. Está enclavado en la parte más antigua del pueblo, en una zona, "La Plaza", donde se sitúan las construcciones más viejas, muchas de ellas destinadas a usos agropecuarios (huertas, pajares, cuadras, etc) que han conservado los elementos más tradicionales.
El edificio que alberga el Museo, que ha sido construido expresamente para tal fin, se ha concebido como un anexo a la bolera de "La Plaza" en el lateral-oeste de la misma. Se trata de una construcción inspirada en un estilo neomontañés propio de la zona que surgió en los años 1920, de mucha influencia indiana, tratando de armonizar con la casona más próxima. Tiene dos plantas de 6x20, con una superficie construida de 120 metros cuadrados. La planta superior se dedica íntegramente a exposición y la planta baja combina la exposición con el uso deportivo (vestuarios para jugadores de la bolera), servicios y una recepción y almacén para el Museo. 
Tiene unos amplios fondos (más de 1000 piezas), siendo el único museo español dedicado a unos juegos de bolos autóctonos (monográfico).
La creación de un museo dedicado a los bolos no significa que el juego haya muerto. En estas últimas décadas el tiempo ha corrido más velozmente y la conjunción de todo lo apuntado con el interés que pusimos desde la asociación Pico Peñamellera, dio como resultado una reflexión sobre la relevancia social de este juego como elemento cultural puesto de manifiesto en la mitología asturiana y por escritores como Jovellanos, Clarín, Palacio Valdés, Celso Amieva, Alejandro Casona, etc.
El Museo, impulsado por Pico Peñamellera desde el año 1994 e inaugurado el 19 de abril de 2003, con la colaboración del Ayuntamiento de Peñamellera Baja, que es su titular, y con el respaldo y apoyo de la Consejería de Cultura del Principado, contribuirá a garantizar la legitimidad histórica del juego, sin olvidar que los museos, además de reflejar el pasado, aseguran información sobre la continuidad en el tiempo de las distintas formas de la cultura, ya que esta se modifica, se reajusta y evoluciona.
Porque los bolos no han muerto y continúan hoy como deporte, es por lo que debemos contemplar este museo como un conjunto formado por una sala expositiva y una bolera.

## Secciones y exposiciones en el museo
"La Plaza", es la única que hay bolera que se conserva ya en Panes, construida en 1934 y que hoy es el centro neurálgico de las actividades bolísticas de Peñamellera.
La bolera-museo convierte al museo en interactivo y es un complemento estético del mismo. En esta bolera, que debería cuidarse con mimo, quedan simbolizadas todas las demás boleras de Asturias que también son boleras de un "museo" que en realidad abarca todo el territorio de la Comunidad.
Desde el salón expositivo se trata de dar a conocer la historia del juego, su aspecto emocional y su legado cultural y social.

### Fabricación artesanal de bolos y bolas
Se pueden contemplar tacos de madera fundamentalmente de encina y abedul, en su forma más elemental antes de iniciarse el proceso de elaboración del bolo y la bola. También podemos observar trozos de madera más elaborada y distintos utensilios y elementos en general de fabricación casera (pertenecientes a distintos artesanos) plantillas, limas, escofinas, gubias, serruchos, barrenos, zuelas, cepillos,
compases...

### Objetos relacionados con la preparación de las boleras
Podemos observar distintos elementos etnográficos que se han usado a lo largo del tiempo en la limpieza, preparación y acondicionamiento de las superficies sobre las que se ha jugado a los bolos. Podemos observar badillos, rastrillos, pisones, calderos, marmitas, escobas, palotes, fesorias...

### Modalidades de juego
Se hace un recorrido por las catorce modalidades que todavía superviven en Asturias: Cuatreada, Birle o Bolo-Palma, Bolo de Tineo, Batiente Rodado, Batiente de Cabo Peñas, Bolo de Cangas del Narcea, Bolos de Saliencia, Pasadiez, Bolos de Luarca, Bolos Rodados, Cuarta de Degaña, Bolos del Navia, Cuatrín de Agones, Dexabolu.
Las modalidades están organizadas según los criterios de derribo y aventao. 
Este apartado es el hilo conductor del Museo.
Los juegos de bolos consisten en lanzar bolas desde distancias variables hacia una serie de piezas de madera o bolos, con el objeto de derribarlas o aventarlas para que pasen ciertos límites prefijados sumando con ello puntos para vencer al rival. Existen diversas modalidades, que se diferencian por una serie de variables del juego como las distancias desde las que se realizan los lanzamientos, la existencia o no de un segundo tiro desde una posición distinta a la inicial, la existencia de rayas que la bola debe atravesar para que el lanzamiento sea válido, o la presencia de un bolo especial distinguido de los demás por forma, posición o ambas cosas, y que tiene un valor más alto. Los bolos constituyen un juego de puntería, pero también de fuerza, técnica y destreza.
Uno de los rasgos definitorios de las distintas modalidades del juego de los bolos es el tipo de tiro, según el cual la bola puede ir rodando por el suelo, o por el aire. En este segundo caso la bola puede lanzarse hacia lo alto para que llegue a los bolos describiendo una parábola, o puede lanzarse con fuerza en línea recta para impactar con fuerza sobre los bolos y aventarlos a distancia.
Los terrenos de juego son también diferentes teniendo la necesidad común de ser lugares abiertos llanos y libres de obstáculos. Las bolas son generalmente redondas y de diferentes tamaños según la modalidad. Lo mismo ocurre con los bolos que tienen tamaños muy variados.
Desde un punto de vista social el punto de inflexión de algunas modalidades ha sido el tránsito de juego libre a modalidad federada, y en consecuencia de juego a deporte .De esta forma se pasa de una práctica espontánea y de rivalidad local basada en apuestas, desafíos y concursos el día de la fiesta del pueblo, a la organización de ligas y campeonatos, la normalización de las reglas del juego y la creación de peñas. La temporada tradicional de juego coincidía con la época de primavera al otoño, propiciada por el buen tiempo.
Cada modalidad está representada por bolos y bolas a tamaño real y acompañada de paneles con su historia, normas y reglamentos.
Completan cada modalidad cinco fotografías del gesto técnico del lanzamiento, fotografías de boleras de distintas épocas y maquetas del campo de juego hechas con gran rigor técnico y científico.

### De la partida local al campeón
En este apartado el museo quiere recoger el paso histórico de juego rural a deporte, lo que ha permitido que nuestro viejo juego de los bolos y entiéndase lo de viejo como calificativo que quiere prestigiar y enaltecer, haya llegado a nuestros días con cierta salud, al menos en las modalidades federadas.
Una serie de programas de distintas épocas nos muestra el paso del concurso y desafío al campeonato. Desaparecen las partidas locales y aparecen los jugadores que se desplazan de unos lugares a otros para participar en campeonatos. Es el paso del concurso al campeonato; aparece la figura del campeón una persona no un pueblo. El juego se reglamenta; igual para todos los lugares. Trofeos y distintos objetos de los grandes campeones ilustran este apartado. Fotografías de importantes campeonatos y los escudos de numerosas peñas y el reglamento simbolizan el nacimiento de la federación.

### Patrimonio iconográfico de personajes
Importante apartado este pues todos sabemos que, si los bolos han permanecido en el tiempo, es porque el pueblo los ha preservado y dentro del pueblo que sería imposible de representar, estamos seguros que no están todos los que fueron, pero si fueron los que están. Los bolos son una reliquia del pasado que casi por milagro han llegado a nuestros días sin desvirtuarse .Por eso han corrido tanto peligro de desaparición. Recordamos en este apartado importantísimos
valedores: jugadores, periodistas, mecenas, historiadores, federativos, aficionados, armadores, artesanos...

## Homenaje del Príncipe de Asturias a los bolos asturianos
El recorrido del museo finaliza con unas fotografías de Felipe de Borbón, príncipe de Asturias, jugando a la modalidad de cuatreada en la bolera del Centro Asturiano de Oviedo (1986), al bolo de Tineo en Navelgas (Tineo, 2003) y en Porrúa (Llanes, 2005), en lo que pretende ser un homenaje del Príncipe a los bolos asturianos.
Al margen de todo esto el museo está intentado hacer una biblioteca especializada, así como un archivo fotográfico y de vídeo que ilustre de una manera detallada el juego de los bolos en todas sus modalidades que contribuyan a salvaguardar y divulgar el juego que está destinado a promover. 
También tratará de ir adquiriendo más materiales que enriquezcan los fondos inaugurales entre los que deben estar todo tipo de bolos de España por lo que hacemos un llamammiento a todos los que de una u otra forma puedan colaborar con nuestra Asociación a  seguir ampliando los fondos de este singular museo y, entre todos, seguir colaborando en este paso histórico y firme de Asturias desde Peñamellera para salvaguardar una parte impotantísima de nuestro patrimonio lúdico-deportivo y darlo a conocer  a las generaciones venideras.